# 伞房菊蒿
伞房菊蒿（学名：Tanacetum tanacetoides）为菊科菊蒿属下的一个种。